# Elio Rama
Elio Rama, IMC (Tucunduva, 28 de outubro de 1953), é um bispo católico brasileiro. É o sexto bispo de Pinheiro, no Maranhão.

## Episcopado
No dia 17 de outubro de 2012 o Papa Bento XVI o nomeou bispo da diocese de Pinheiro. No dia 30 de dezembro desse mesmo ano, Dom Elio Rama recebeu a sagração episcopal das mãos de Dom Odilo Scherer, cardeal-arcebispo de São Paulo, e dos consagrantes Dom Dirceu Vegini, bispo de Foz do Iguaçu, e Dom Ricardo Pedro Paglia, bispo emérito de Pinheiro.